# Bazoilles-sur-Meuse
Pour les articles homonymes, voir Bazoilles et Meuse.
Bazoilles-sur-Meuse est une commune française située dans le département des Vosges, en région Grand Est.
Ses habitants sont appelés les Bazouillards.

## Géographie

### Localisation
Bazoilles est à 7 km de Neufchâteau, une des sous-préfectures des Vosges.

### Géologie et relief
La commune se compose de 55,45 hectares de territoires artificialisés (2,59 %), 880,40 hectares de territoires agricoles (41,18 %) et 1 201,74 hectares de forêts et milieux semi-naturels (56,21 %).
Espaces naturels :
- Un espace protégé hors Natura 2000 : Pertes et résurgences de la Meuse[3],
- Un espace protégé Natura 2000 : Pertes et résurgences de la Meuse[4],
- Quatre zones naturelles d'intérêt écologique, faunistique et floristique (Znieff) :

Bois Saint-Joseph et du côteau Gillot à Harréville-les-Chanteurs,
Prairie et bois du Bassigny et de la vallée de la Meuse entre Harréville-les-Chanteurs et Meuny,
Pertes de la Meuse de Bazsoilles-sur-Meuse à Neufchâteau,
Pays de Neufchâteau.

### Communes limitrophes

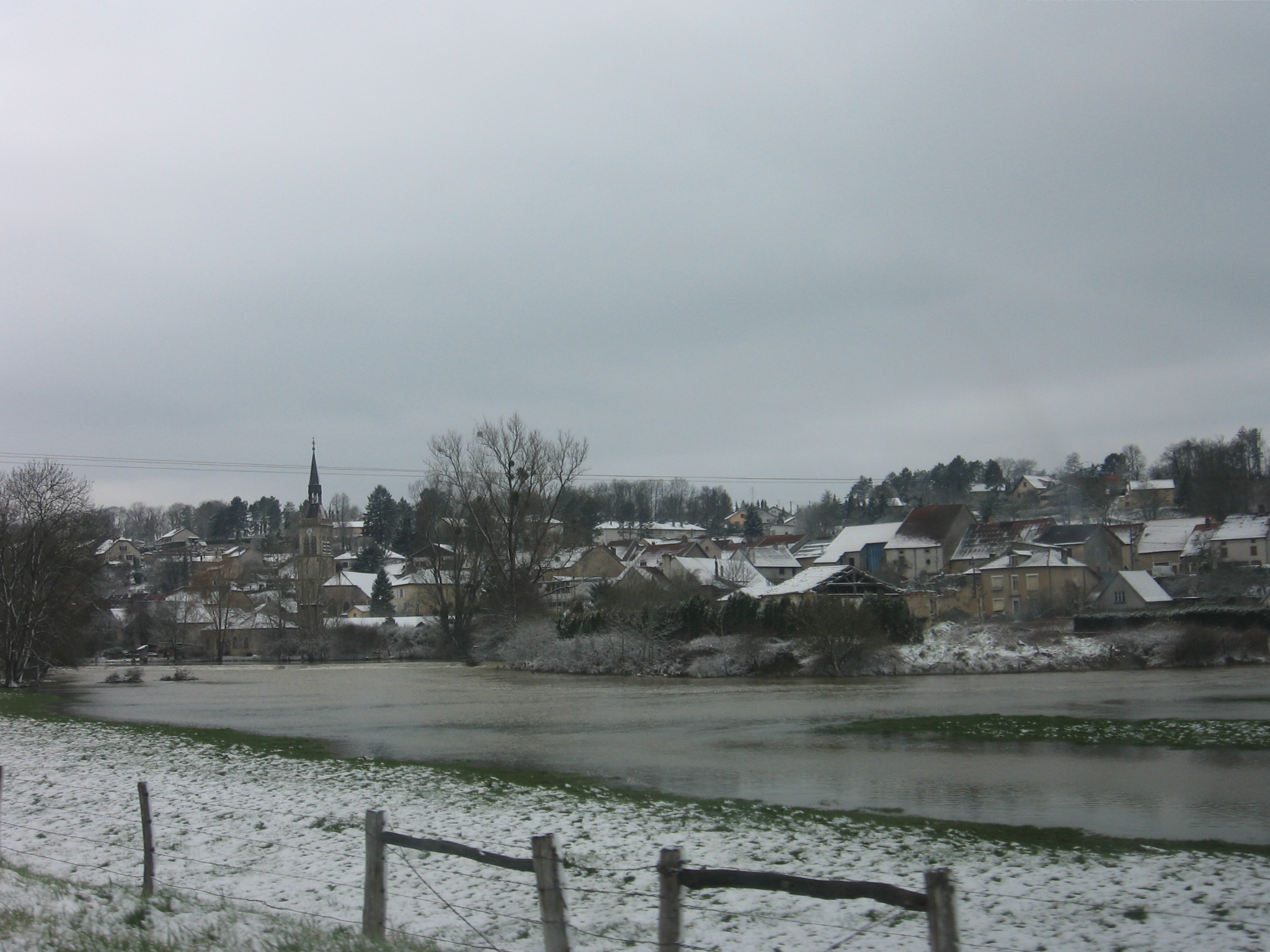
Bazoilles-sur-Meuse.

### Hydrographie et les eaux souterraines
Hydrogéologie et climatologie : Système d’information pour la gestion des eaux souterraines du bassin Rhin-Meuse :
Territoire communal : Occupation du sol (Corinne Land Cover); Cours d'eau (BD Carthage),
Géologie : Carte géologique; Coupes géologiques et techniques,
 Hydrogéologie : Masses d'eau souterraine; BD Lisa; Cartes piézométriques.
La commune est située dans le bassin versant de la Meuse au sein du bassin Rhin-Meuse. Elle est drainée par la Meuse,.
La Meuse prend sa source en France, dans la commune du Châtelet-sur-Meuse, à 409 mètres d'altitude, et se jette dans la mer du Nord après un cours long d'approximativement 950 kilomètres traversant la France sur 486 kilomètres, la Belgique et les Pays-Bas.

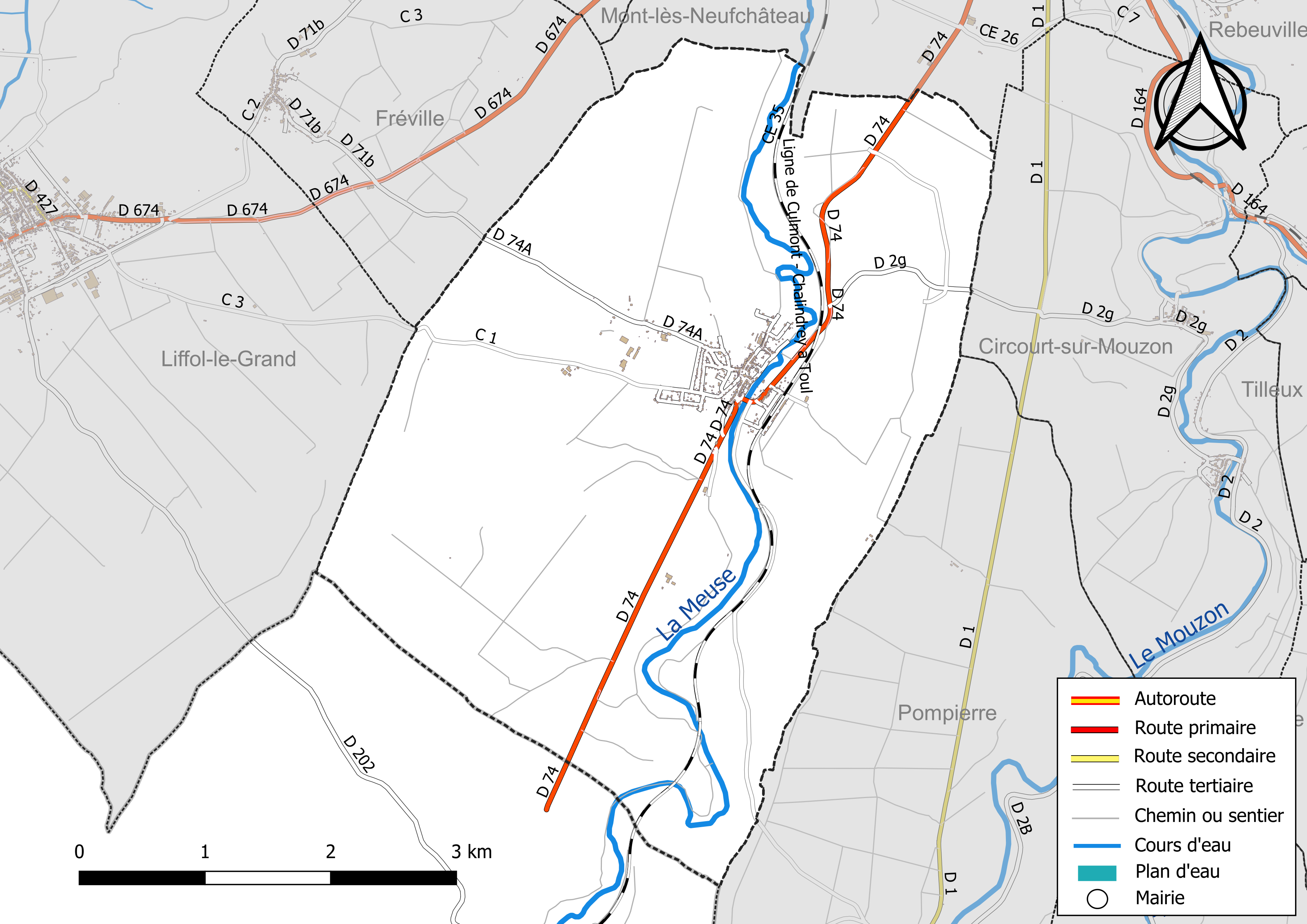
Réseaux hydrographique et routier de Bazoilles-sur-Meuse.

### Climat
Pour des articles plus généraux, voir Climat du Grand Est et Climat des Vosges.
En 2010, le climat de la commune est de type climat de montagne, selon une étude du Centre national de la recherche scientifique s'appuyant sur une série de données couvrant la période 1971-2000. En 2020, Météo-France publie une typologie des climats de la France métropolitaine dans laquelle la commune est exposée à un climat océanique altéré et est dans la région climatique  Lorraine, plateau de Langres, Morvan, caractérisée par un hiver rude (1,5 °C), des vents modérés et des brouillards fréquents en automne et hiver. 
Pour la période 1971-2000, la température annuelle moyenne est de 9,6 °C, avec une amplitude thermique annuelle de 16,7 °C. Le cumul annuel moyen de précipitations est de 961 mm, avec 13,5 jours de précipitations en janvier et 9,5 jours en juillet. Pour la période 1991-2020, la température moyenne annuelle observée sur la station météorologique de Météo-France la plus proche, « Rollainville », sur la commune de Rollainville à 9 km à vol d'oiseau, est de 10,3 °C et le cumul annuel moyen de précipitations est de 860,3 mm. 
La température maximale relevée sur cette station est de 39,6 °C, atteinte le 25 juillet 2019 ; la température minimale est de −18,2 °C, atteinte le 20 décembre 2009,,. 
Les paramètres climatiques de la commune ont été estimés pour le milieu du siècle (2041-2070) selon différents scénarios d'émission de gaz à effet de serre à partir des nouvelles projections climatiques de référence DRIAS-2020. Ils sont consultables sur un site dédié publié par Météo-France en novembre 2022.

## Urbanisme

### Typologie
Au 1er janvier 2024, Bazoilles-sur-Meuse est catégorisée commune rurale à habitat dispersé, selon la nouvelle grille communale de densité à sept niveaux définie par l'Insee en 2022.
Elle est située hors unité urbaine. Par ailleurs la commune fait partie de l'aire d'attraction de Neufchâteau, dont elle est une commune de la couronne,. Cette aire, qui regroupe 72 communes, est catégorisée dans les aires de moins de 50 000 habitants,.

### Occupation des sols
L'occupation des sols de la commune, telle qu'elle ressort de la base de données européenne d’occupation biophysique des sols Corine Land Cover (CLC), est marquée par l'importance des forêts et milieux semi-naturels (56,2 % en 2018), une proportion identique à celle de 1990 (56,2 %). La répartition détaillée en 2018 est la suivante : 
forêts (53,5 %), terres arables (27,2 %), prairies (14 %), milieux à végétation arbustive et/ou herbacée (2,7 %), zones urbanisées (2,6 %). L'évolution de l’occupation des sols de la commune et de ses infrastructures peut être observée sur les différentes représentations cartographiques du territoire : la carte de Cassini (XVIIIe siècle), la carte d'état-major (1820-1866) et les cartes ou photos aériennes de l'IGN pour la période actuelle (1950 à aujourd'hui).

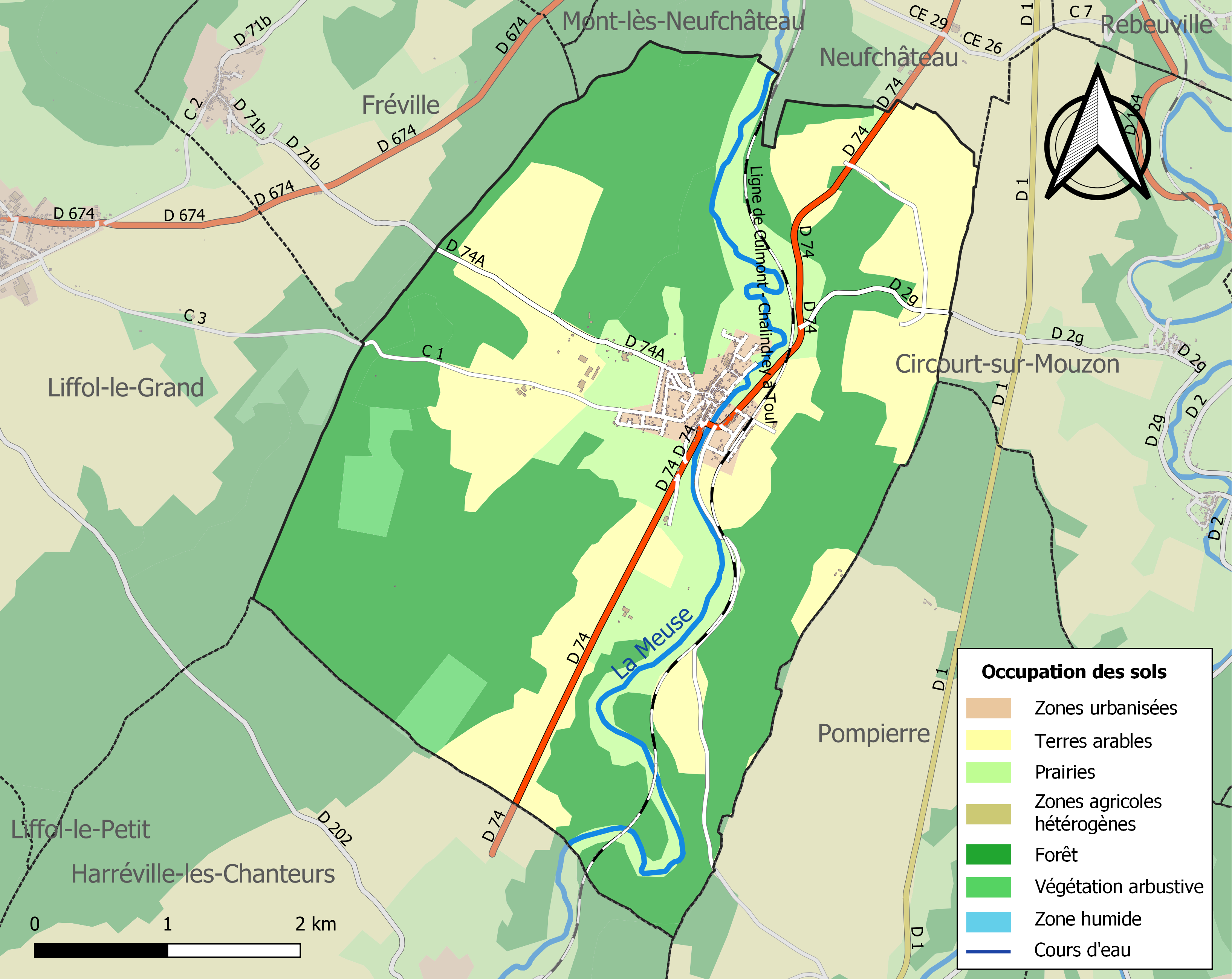
Carte des infrastructures et de l'occupation des sols de la commune en 2018 (CLC).

### Voies de communications et transports

#### Voies routières
- A31 (aussi appelée autoroute de Lorraine-Bourgogne). Échangeurs Châtenois, Bulgnéville, Robécourt.
- D74 vers Neufchâteau[23].

#### Transports en commun
- Fluo Grand Est.

#### Lignes SNCF

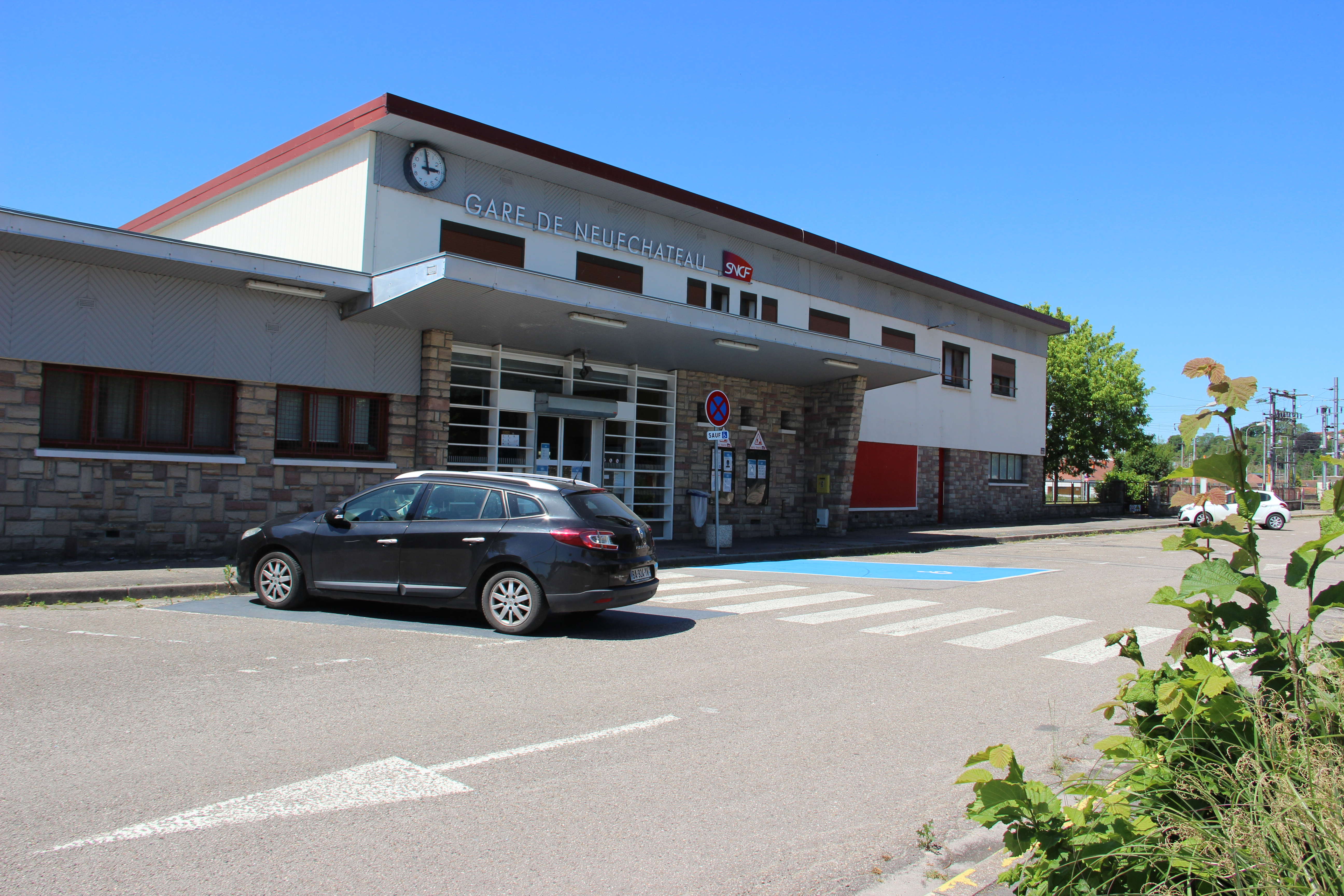
Gare de Neufchâteau.

File:Gare de Neufchâteau1.jpg
- Gare de Neufchâteau
- Gare de Contrexéville
- Gare de Vittel
- Gare de Merrey

#### Transports aériens
- L'Aéroport d'Épinal-Mirecourt « Vosges Aéroport ».

À partir de l'été 2021, l’aéroport d’Épinal-Mirecourt est devenu le "pélicandrome" de la Zone Est et servira ainsi de base de ravitaillement et d’intervention pour les avions bombardiers d’eau connus sous le nom de Dash 8.
- Aérodrome de Langres - Rolampont.

## Toponymie
Le nom de la localité est attesté sous les formes Alodium de Basallie (1123) ; In… archidiaconatu de Bassallias (1130) ; Medietatem alodii de Basallies (1131) ; Basillis (1157) ; In finagio de Baselas (1179) ; Basiliis (1180) ; In finibus de Basolis (1186) ; Versus Basoliam (1224) ; Basollez, Basoillez, Jehan de Baisoillez (1328) ; Bazoilles (1368) ; Basoilles (1392) ; Bazeilles (1395) ; Baisoilles (1396) ; Basailles, Bassailles (1402) ; Bazolles (vers 1600) ; Basoille (1737) ; Bazoille-sur-la-Meuse (1751) ; Bazoliæ (1768) ; Bazoiles (1773) ; Bazoille-sur-Meuse (1779).

*Baseille, passé à *bazoille, pluriel de l'oïl *baseille « église ».
Par décret du 14 octobre 1915, la commune de Bazoilles prend le nom de Bazoilles-sur-Meuse.

La Meuse ; en néerlandais et en allemand, Maas ; en wallon, Moûse ; en latin Mosa) est un fleuve européen qui prend sa source en France et se jette dans la mer du Nord après un cours long traversant la France, la Belgique et les Pays-Bas.

## Histoire

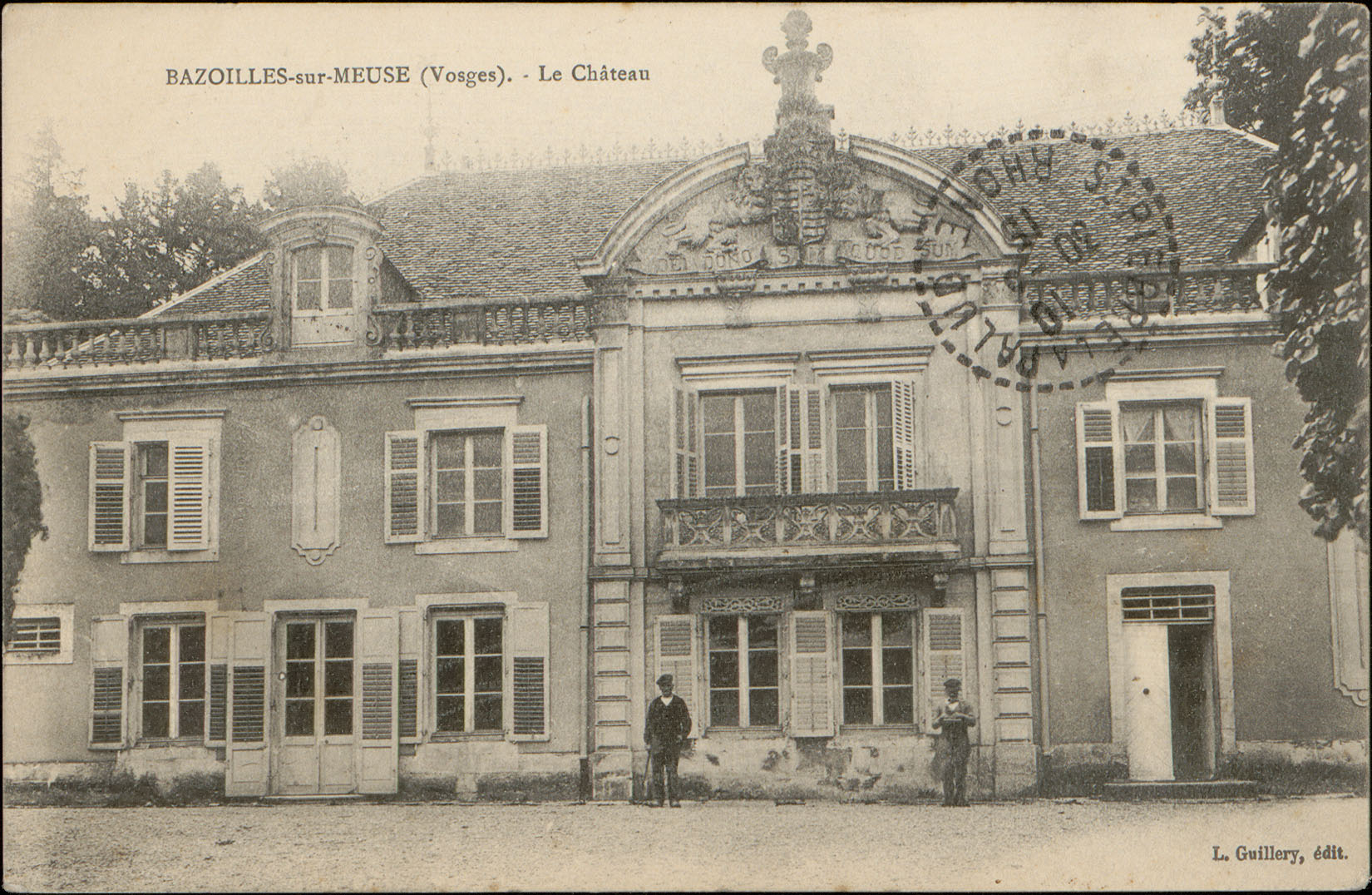
Ancienne carte postale représentant le château au début du XXe siècle.

La plus ancienne mention du village date de 1157 sous l'appellation de Basillis dans une chartes des évêques de Toul. 
Le village fut détruit lors de la guerre qui opposa le duc de Lorraine Charles II à Édouard III, duc de Bar, au début du XVe siècle. 
Le plus ancien curé de Bazoilles nommé est Jean Masson en 1678. On entend parler vers le milieu du xviiie siècle des ruines d'un château fort sur les hauteurs du village.

## Politique et administration
| Période                                  | Période                      | Identité                              | Étiquette | Qualité                                                          |
| ---------------------------------------- | ---------------------------- | ------------------------------------- | --------- | ---------------------------------------------------------------- |
| Les données manquantes sont à compléter. |                              |                                       |           |                                                                  |
| 1896                                     | 1911                         | Paul-Marie-Joseph Perdrix (1860-1937) |           |                                                                  |
| 1912                                     | 1930                         | Louis-Emile Carchon (07/02/1854- )    |           | Cultivateur (médaille du mérite agricole décernée le 13/02/1914) |
| 1930                                     | 1946                         |                                       |           |                                                                  |
| octobre 1947                             | juin 1958                    | Marius L'Huillier                     |           | Décédé en cours de mandat                                        |
| mars 1959                                | mars 1989                    | Michel Didelot (1922-2015)            |           | Entrepreneur en meubles                                          |
| mars 1989                                | 5 juillet 2020               | Régis Raoul (°1950)                   | DVD       | Agriculteur                                                      |
| 5 juillet 2020                           | En cours (au 9 juillet 2023) | Bruno Ory (°1956)                     | MoDem     |                                                                  |

### Budget et fiscalité 2023

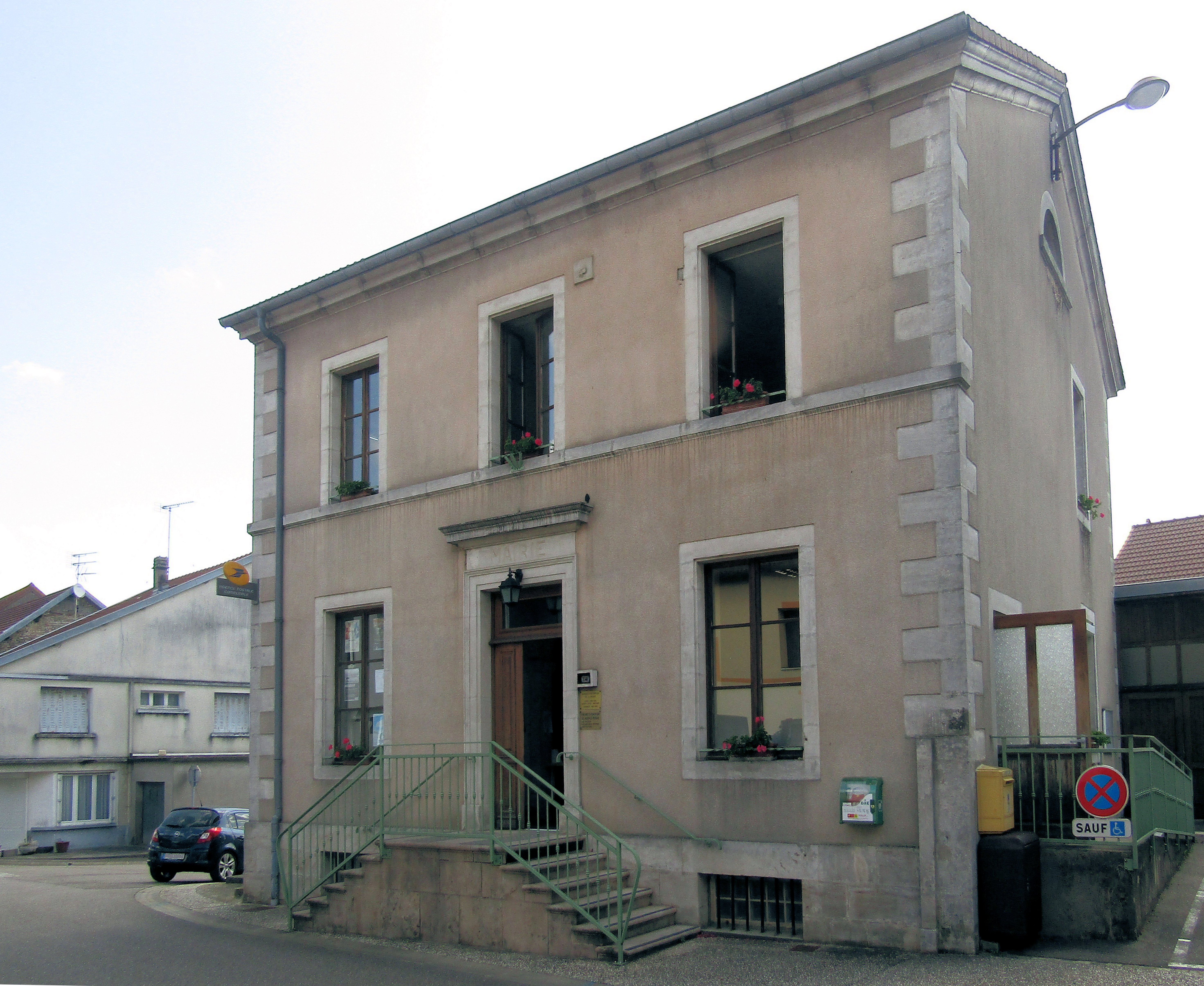
La mairie.

En 2023, le budget de la commune était constitué ainsi :
- total des produits de fonctionnement : 525 000 €, soit 846 € par habitant ;
- total des charges de fonctionnement : 488 000 €, soit 786 € par habitant ;
- total des ressources d'investissement : 195 000 €, soit 314 € par habitant ;
- total des emplois d'investissement : 912 000 €, soit 1 468 € par habitant ;
- endettement : 410 000 €, soit 660 € par habitant.

Avec les taux de fiscalité suivants :
- taxe d'habitation : 28,68 % ;
- taxe foncière sur les propriétés bâties : 38,95 % ;
- taxe foncière sur les propriétés non bâties : 25,73 % ;
- taxe additionnelle à la taxe foncière sur les propriétés non bâties : 0,00 % ;
- cotisation foncière des entreprises : 0,00 %.

Chiffres clés Revenus et pauvreté des ménages en 2021 : médiane en 2021 du revenu disponible, par unité de consommation : 22 920 €.

## Population et société

### Démographie

#### Évolution démographique
L'évolution du nombre d'habitants est connue à travers les recensements de la population effectués dans la commune depuis 1793. Pour les communes de moins de 10 000 habitants, une enquête de recensement portant sur toute la population est réalisée tous les cinq ans, les populations de référence des années intermédiaires étant quant à elles estimées par interpolation ou extrapolation. Pour la commune, le premier recensement exhaustif entrant dans le cadre du nouveau dispositif a été réalisé en 2005.

En 2022, la commune comptait 612 habitants, en évolution de +0,99 % par rapport à 2016 (Vosges : −2,96 %, France hors Mayotte : +2,11 %).
| 1793 | 1800 | 1806 | 1821 | 1831 | 1836 | 1841 | 1846 | 1856 |
| ---- | ---- | ---- | ---- | ---- | ---- | ---- | ---- | ---- |
| 510  | 509  | 542  | 518  | 585  | 655  | 620  | 569  | 537  |

| 1861 | 1866 | 1876 | 1881 | 1886 | 1891 | 1896 | 1901 | 1906 |
| ---- | ---- | ---- | ---- | ---- | ---- | ---- | ---- | ---- |
| 541  | 519  | 440  | 462  | 427  | 424  | 400  | 406  | 412  |

| 1911 | 1921 | 1926 | 1931 | 1936 | 1946 | 1954 | 1962 | 1968 |
| ---- | ---- | ---- | ---- | ---- | ---- | ---- | ---- | ---- |
| 375  | 393  | 351  | 356  | 381  | 383  | 443  | 450  | 506  |

| 1975 | 1982 | 1990 | 1999 | 2005 | 2006 | 2010 | 2015 | 2020 |
| ---- | ---- | ---- | ---- | ---- | ---- | ---- | ---- | ---- |
| 534  | 656  | 649  | 631  | 573  | 564  | 595  | 610  | 605  |

| 2022 | - | - | - | - | - | - | - | - |
| ---- | - | - | - | - | - | - | - | - |
| 612  | - | - | - | - | - | - | - | - |

### Enseignement
Établissements d'enseignements :
- Écoles maternelles et primaires à Bazoilles-sur-Meuse, Rebeuville, Liffol-le-Grand, Neufchâteau.
- Collèges à Liffol-le-Grand, Neufchâteau, Bourmont-entre-Meuse-et-Mouzon, Châtenois.
- Lycées à Neufchâteau, Mandres-sur-Vair, Contrexéville.

### Santé
Professionnels et services de santé :
- Médecins à Liffol-le-Grand, Neufchâteau.
- Pharmacies à Liffol-le-Grand, Neufchâteau, Coussey[37].
- Hôpitaux à Neufchâteau[38].

### Cultes
- Culte catholique, Paroisse Saint-Pierre et Saint-Paul au Seuil de la Lorraine[39], Diocèse de Saint-Dié.

## Économie

### Entreprises et commerces

#### Commerces
- Commerces et services de proximité[40].

## Culture locale et patrimoine

### Lieux et monuments

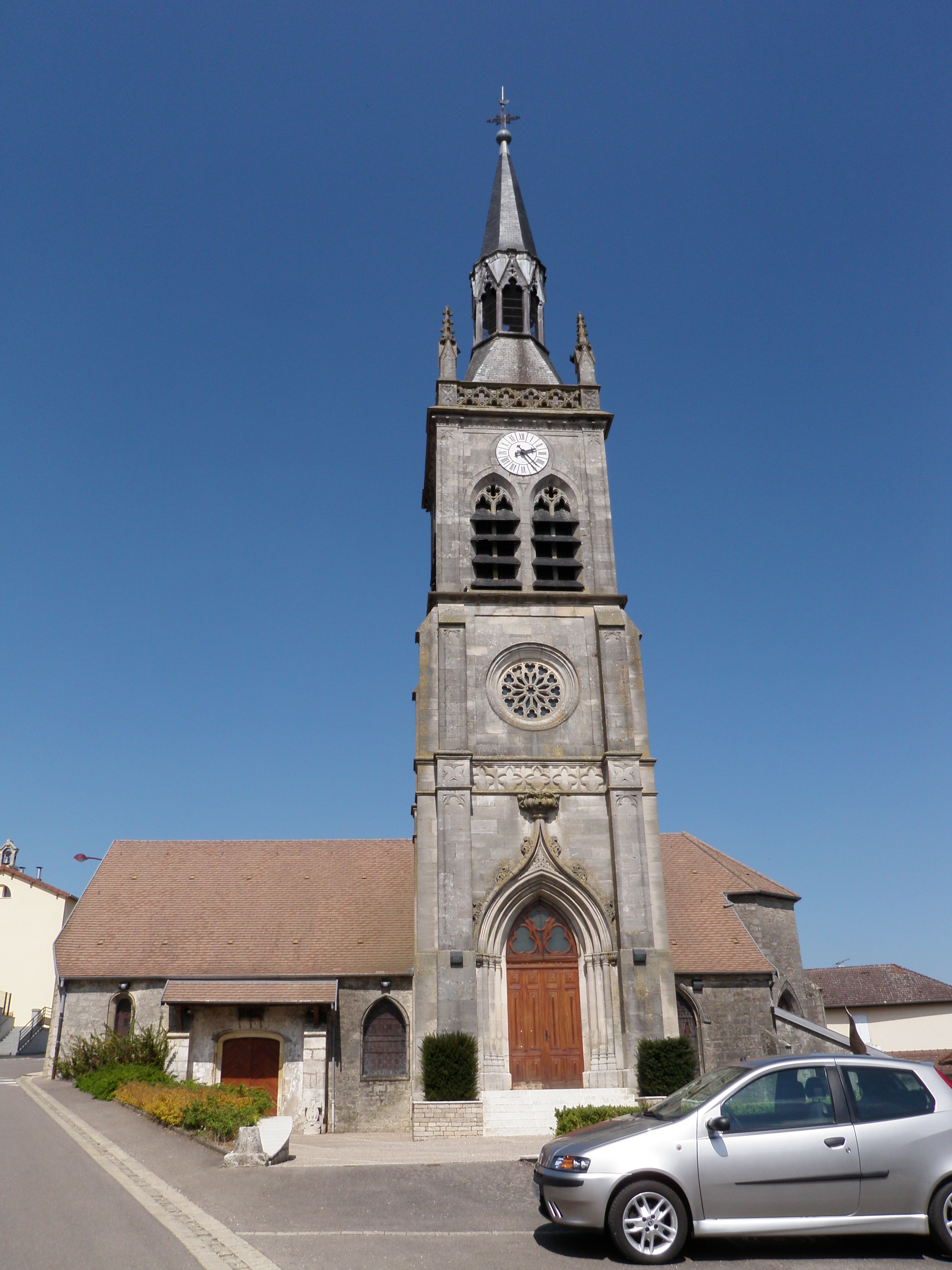
Église Saint-Martin.
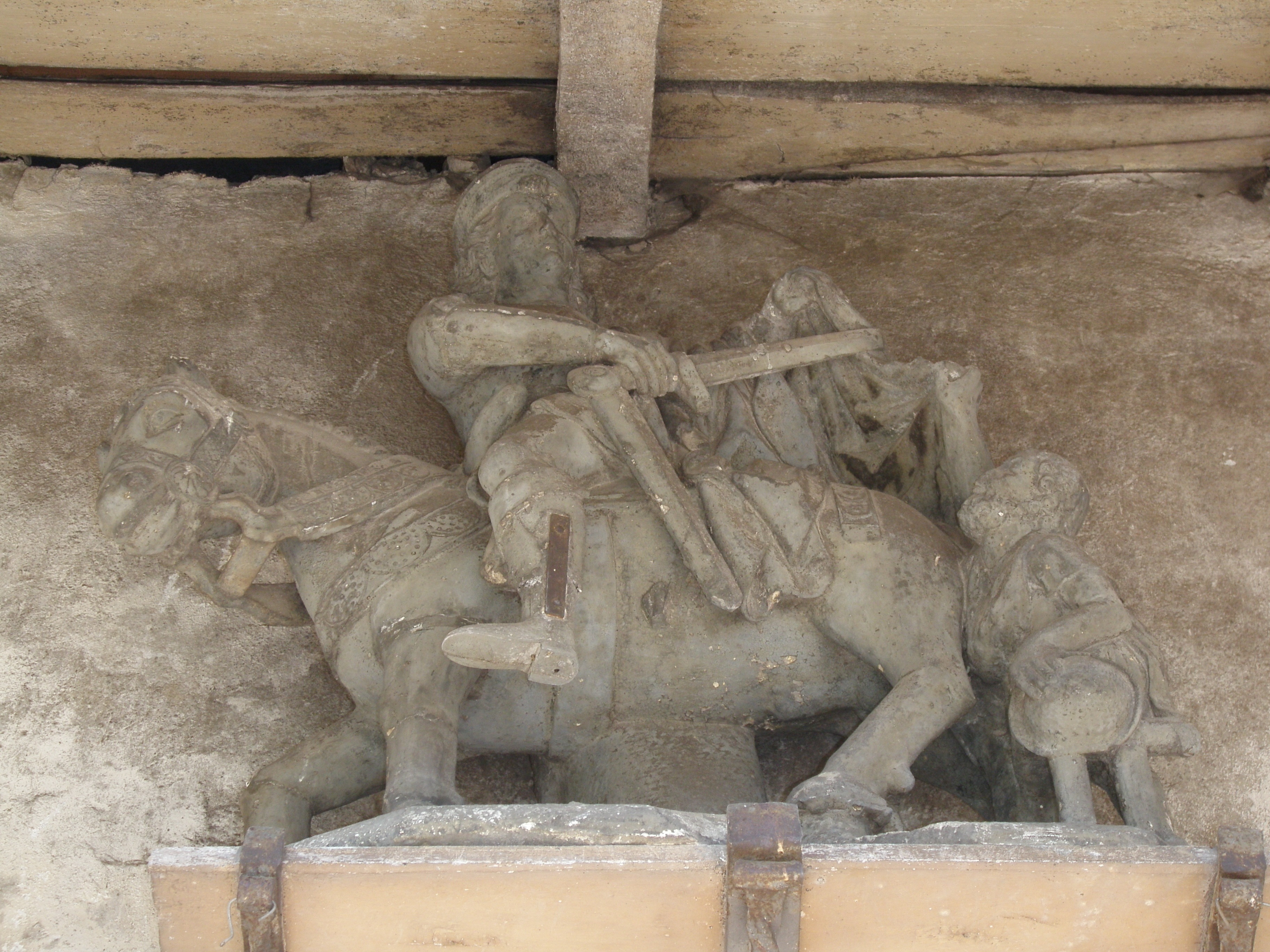
Statue de saint Martin au-dessus de la porte d'entrée.
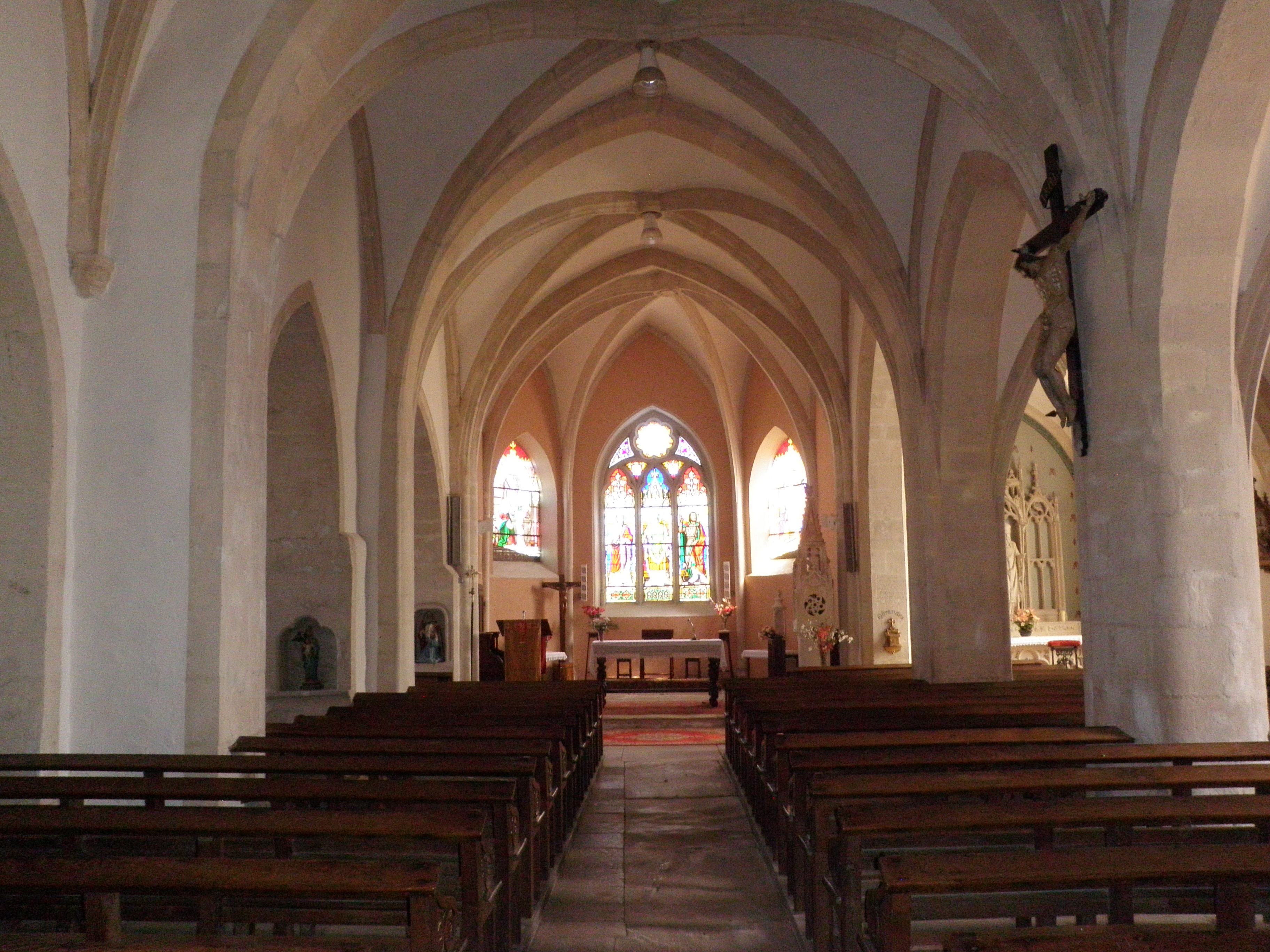
Nef de l'église.
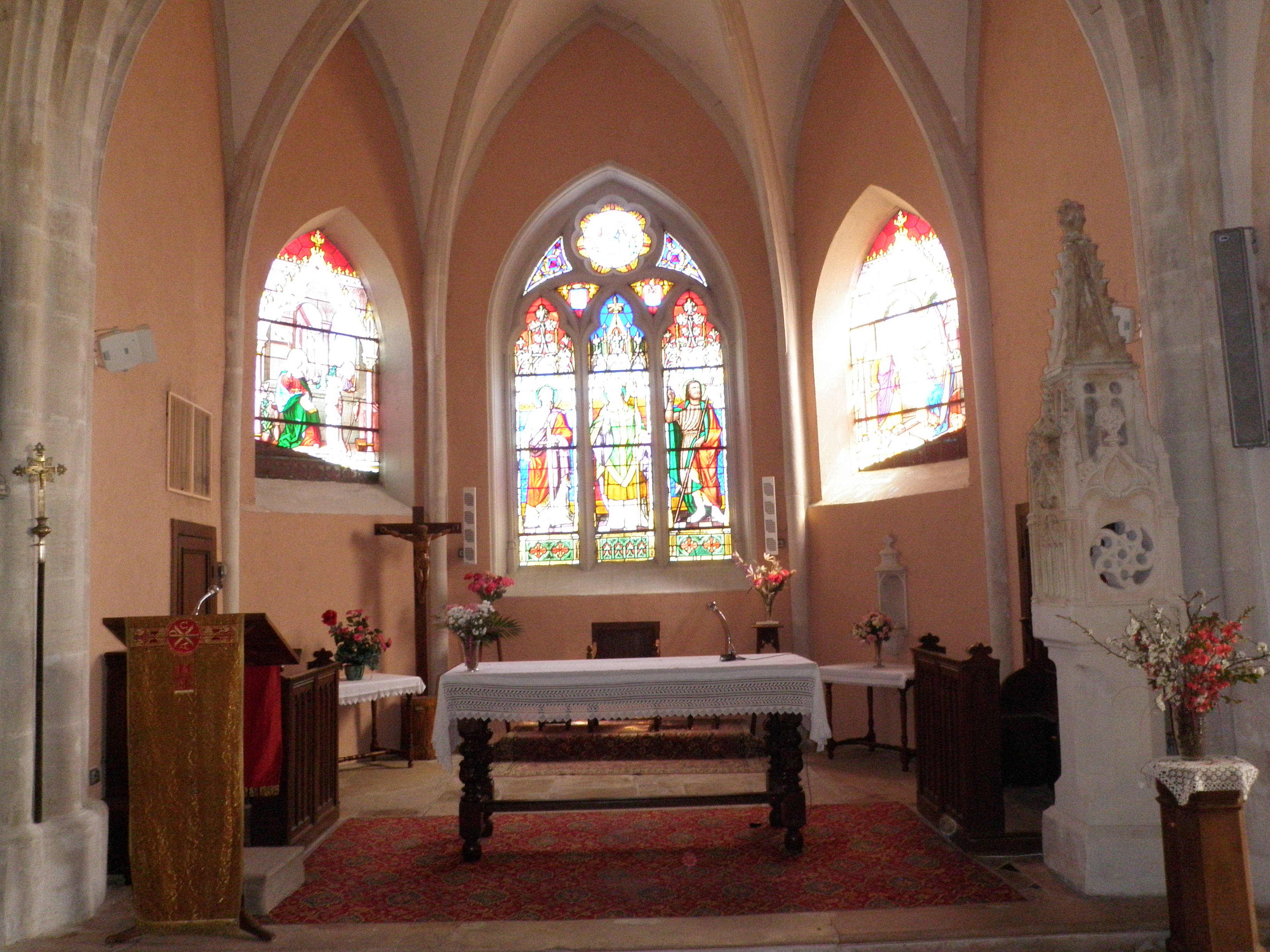
Chœur de l'église.
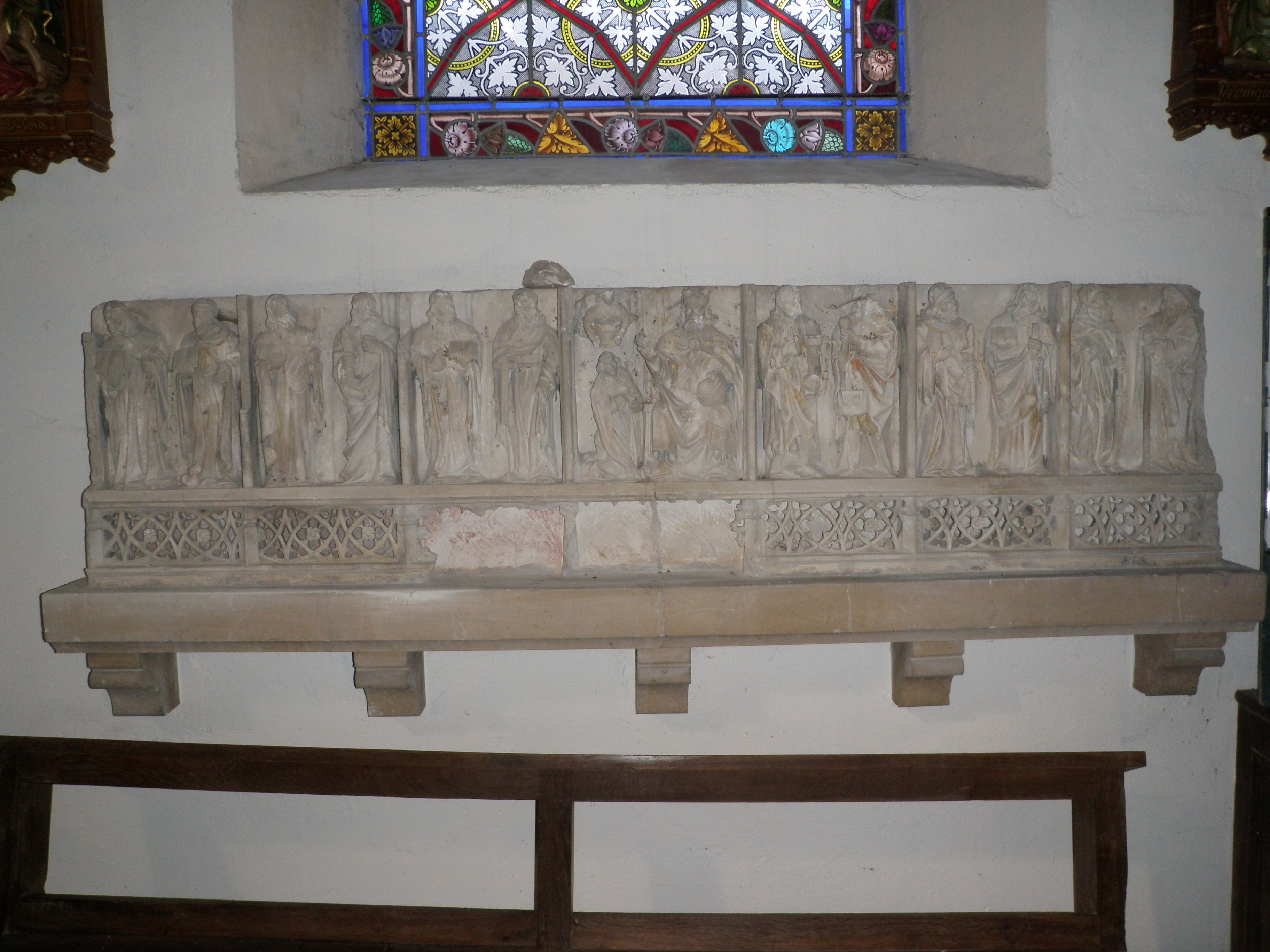
Retable en pierre.
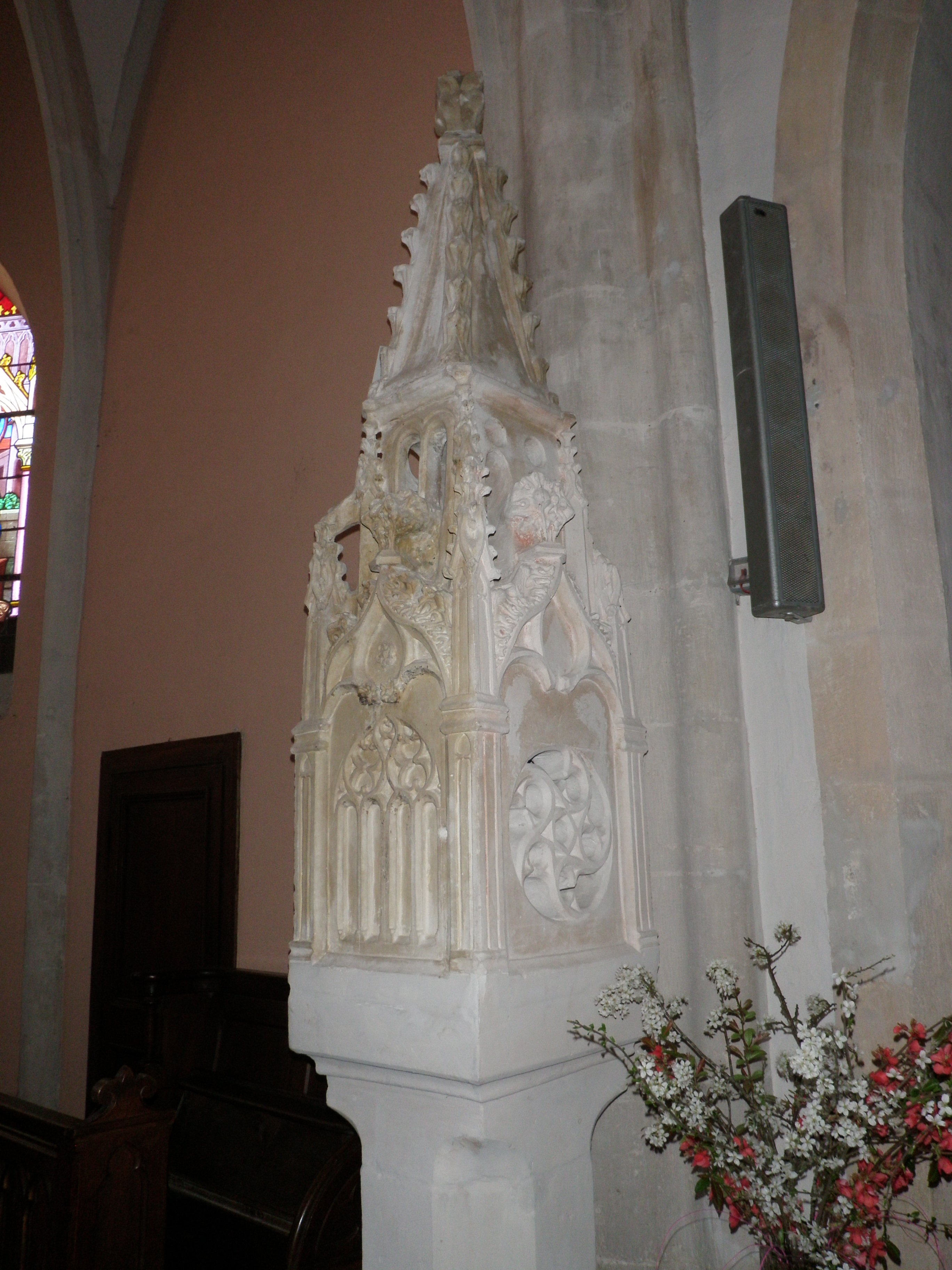
Ciborium.

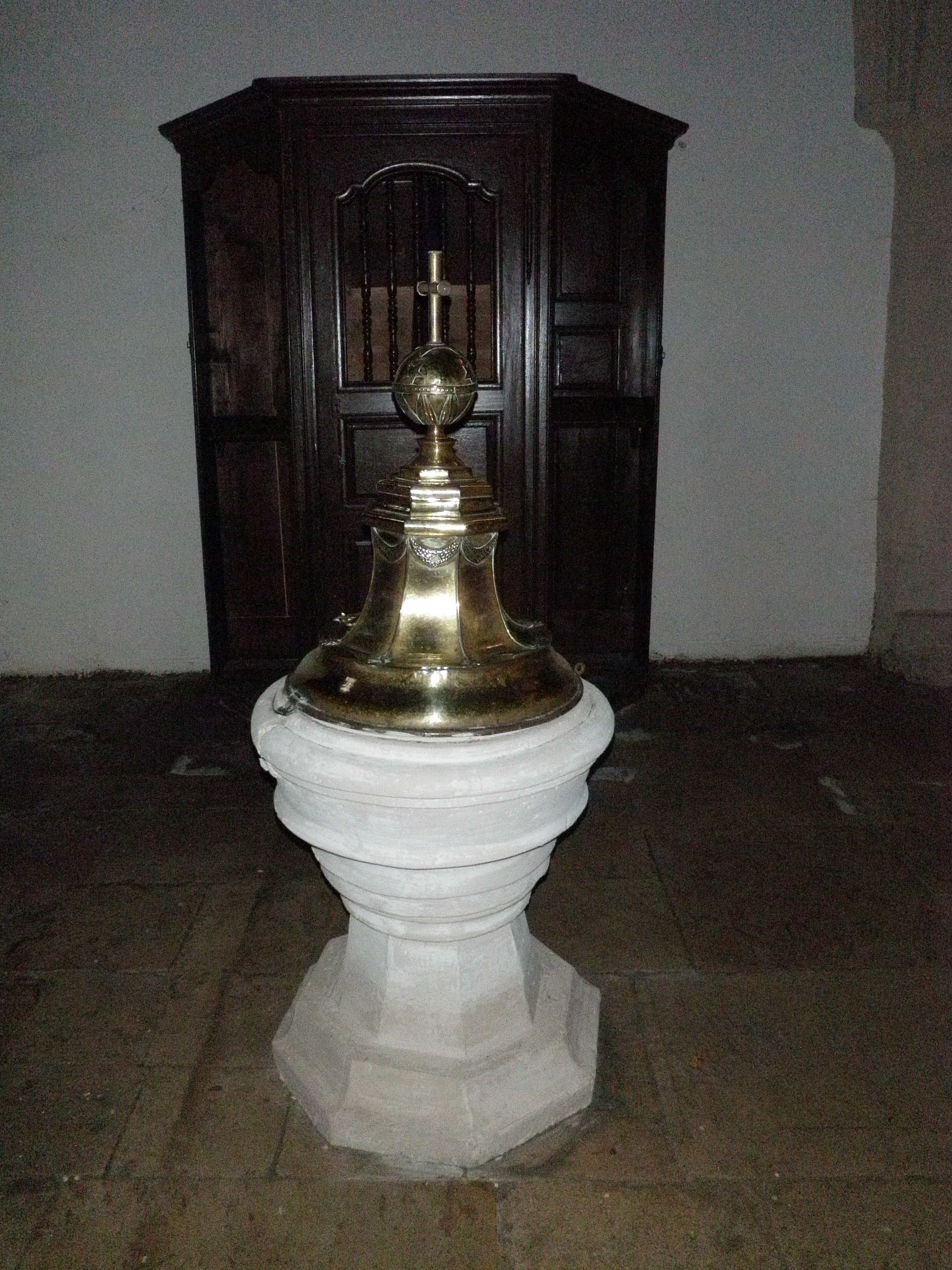
Fonts baptismaux.
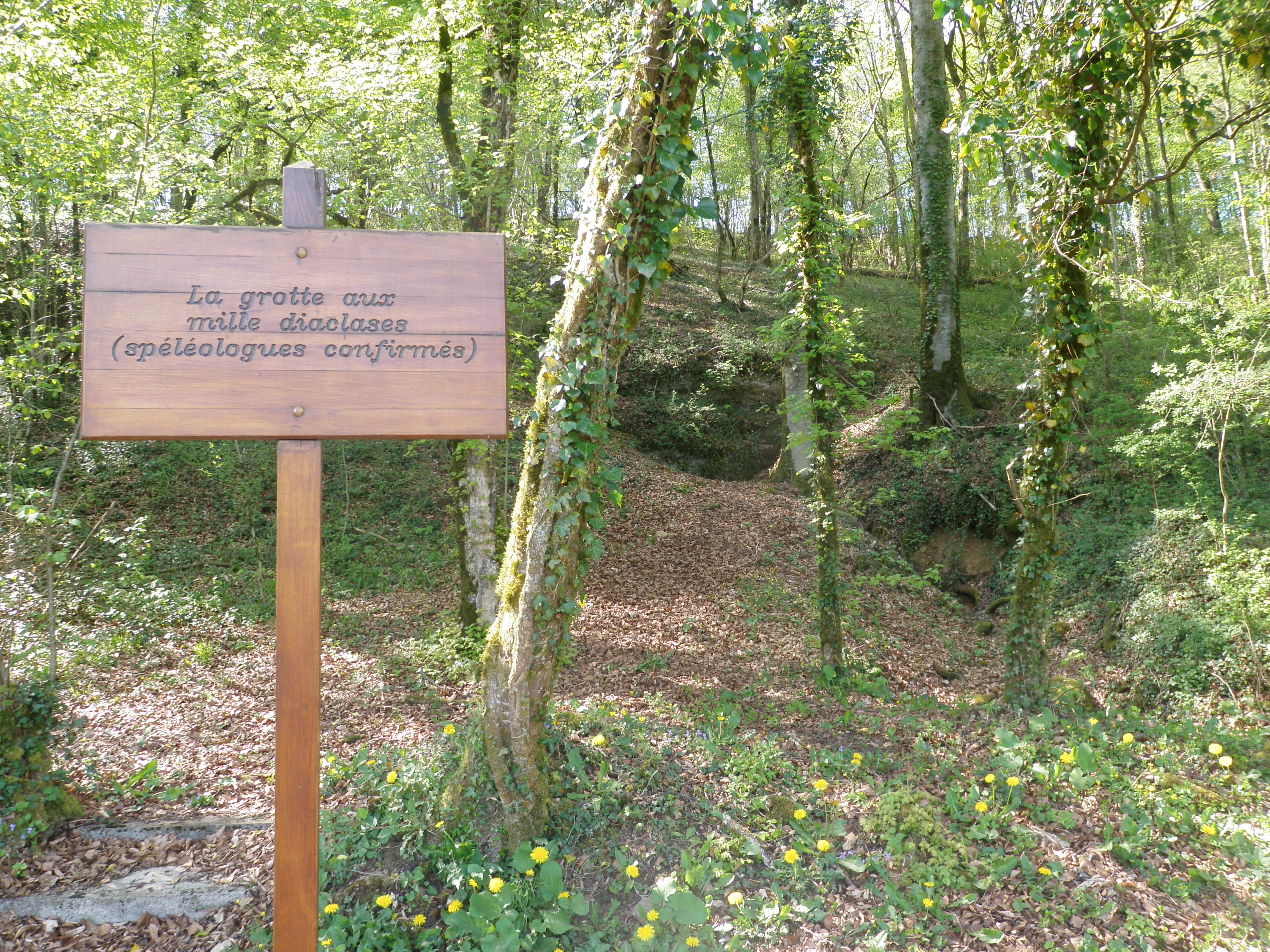
Grotte aux mille diaclases.
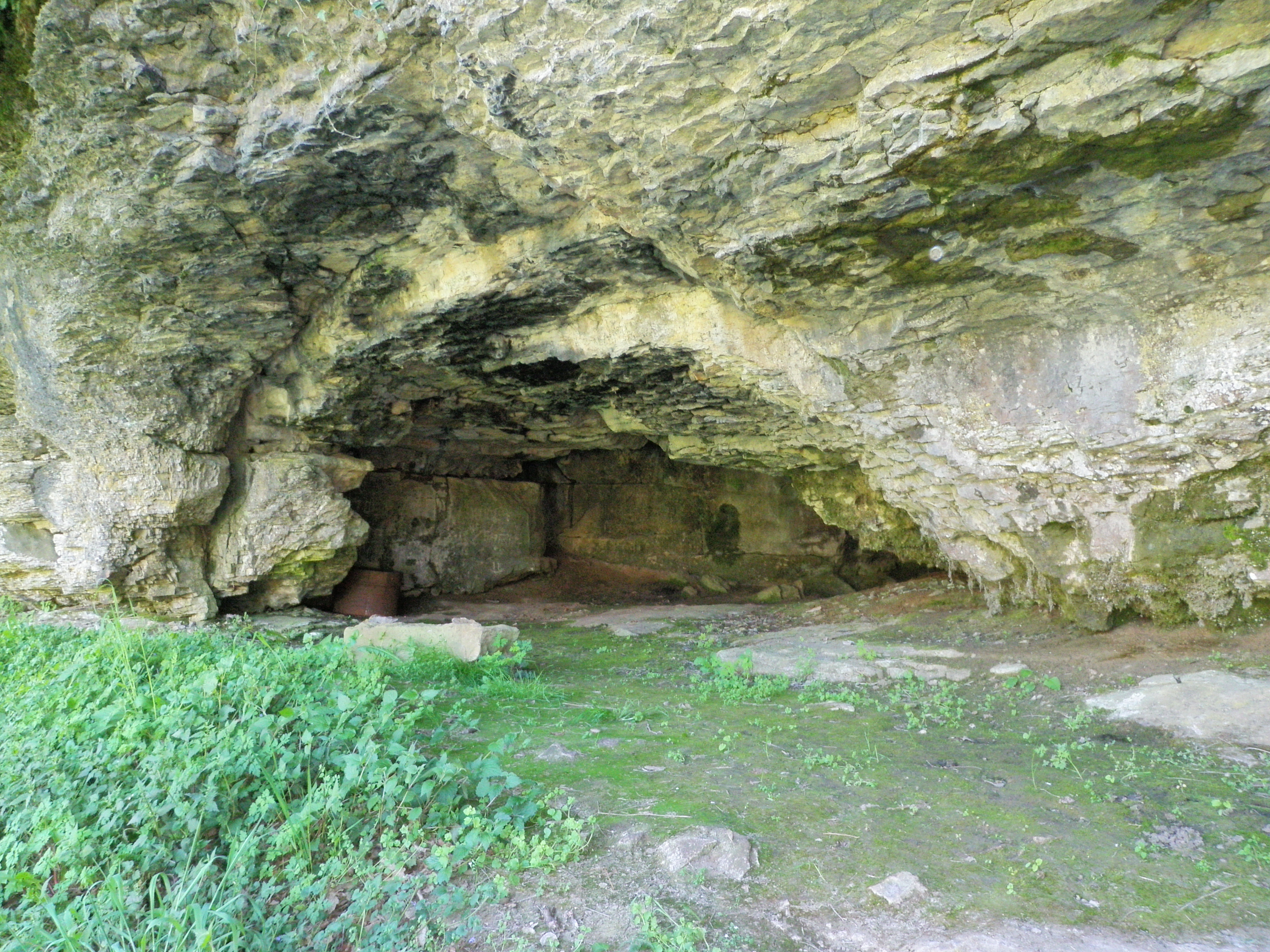
Roche aux Fées.
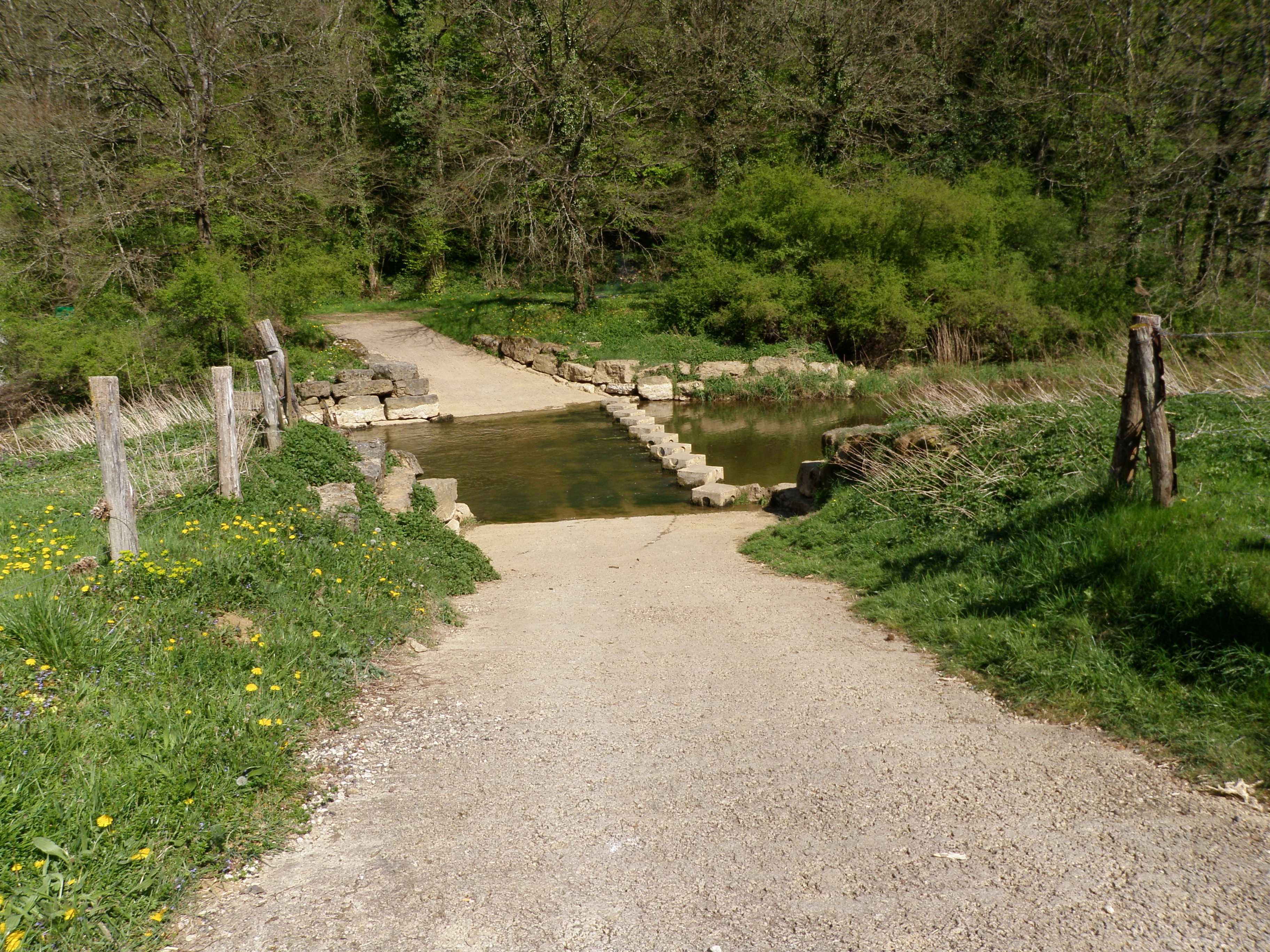
Gué sur la Meuse (depuis la rive gauche).
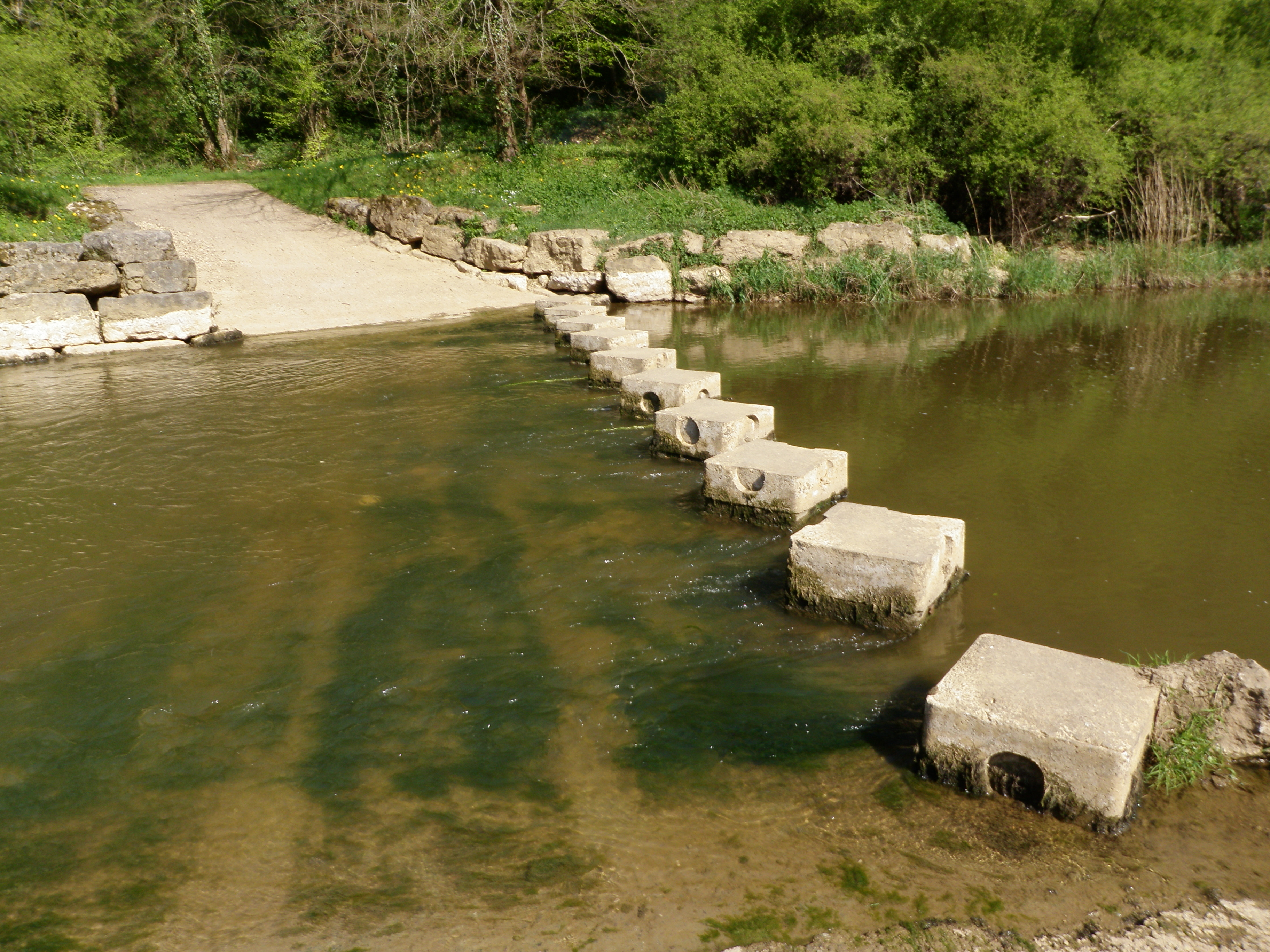
Gué sur la Meuse (depuis la rive gauche).
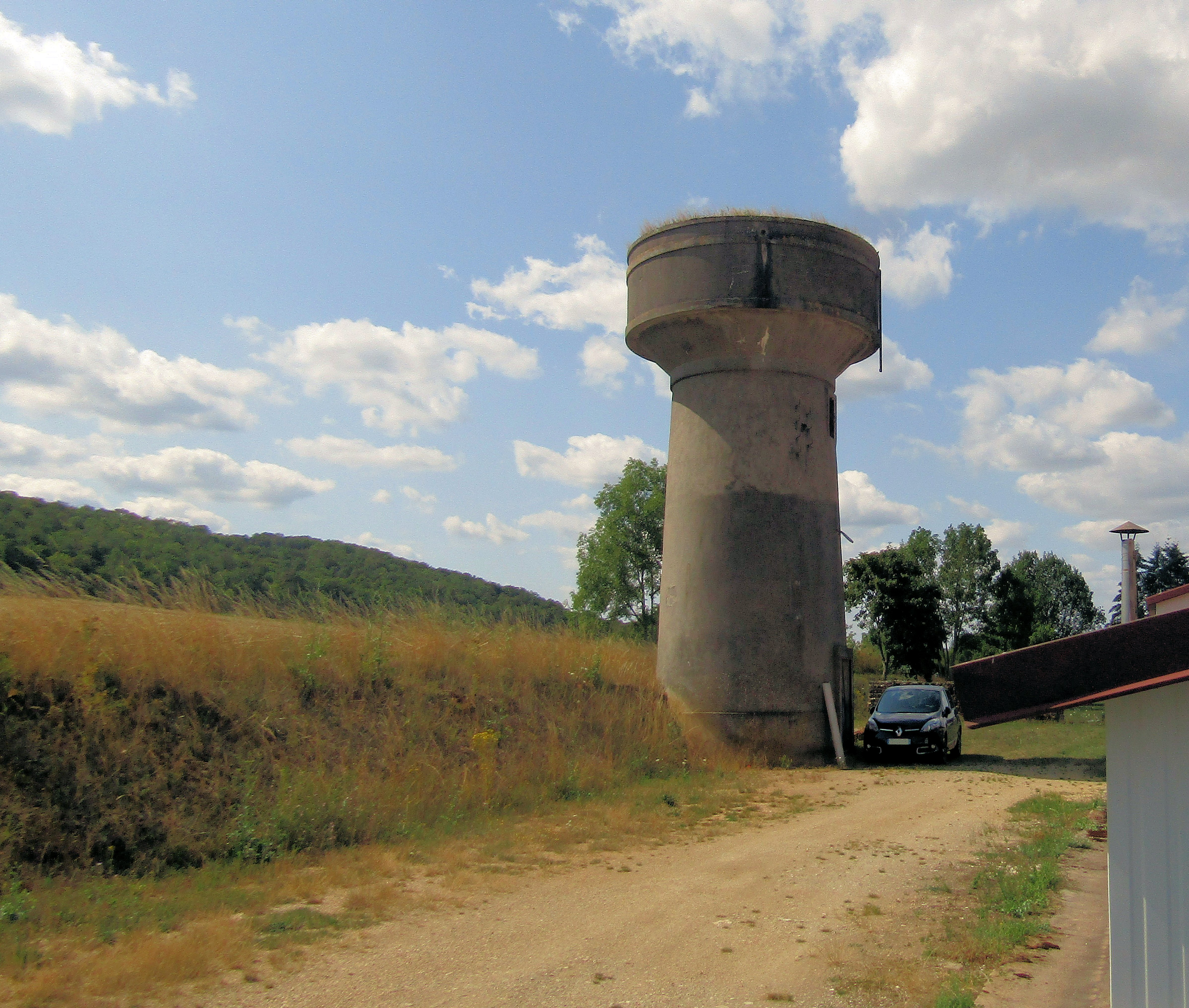
Le château d'eau.

- Église Saint-Martin (XVe siècle-XIXe siècle)[41].

Verrières figurées,.
Patrimoine mobilier protégé au titre des monuments historiques :
* ciborium.
* retable, 12 statuettes : Les Apôtres.
* dalle funéraire d'Antoine du Fays, seigneur de Bazoilles et de Catherine de Ville sa femme.
* dalle funéraire de Jacques de Luz et de Michelle du Fays, sa femme.
* groupe sculpté : Sainte et une donatrice.
- Château de Bazoilles (XVIIIe siècle-XIXe siècle), colombier, orangerie[50].
- L’inventaire du patrimoine a été réalisé par le service régional de l'Inventaire général du patrimoine culturel[51].
- Les pertes de la Meuse : au nord du village, il existe un endroit où la Meuse disparait sous terre pendant la période sèche pour réapparaître dans les environs de Neufchâteau.
- La Fontaine Jeanne d'Arc, Le Lavoir[52],[53],[54].
- La Grotte aux mille diaclases[55].
- La Roche aux Fées[56], une grotte encore en exploration[57].
- Un gué aménagé au sud du village.
- Pont routier[58],[59] .
- Monument aux morts[60].

### Personnalités liées à la commune
- Pierre Bastian, lieutenant au 27e bataillon de chasseurs alpins (27e BCA) qui rejoignit l'armée secrète sous le nom de Barat dès 1942[61].
- Joseph Richy, Médaillé de Sainte-Hélène.
- Marie-Caroline Drummond de Melfort compositrice.

### Héraldique, logotype et devise
| Blason de Bazoilles-sur-Meuse | Blason  | De gueules au portique à quatre colonnes d'or accostés de quatre ringards d'or passés deux à deux en sautoir, chaque sautoir surchargé d'une pique du même brochant en pal, l'anneau en bas, le tout soutenu d'une burelle ondée d'argent; au chef vairé d'or et d'azur. |
| Blason de Bazoilles-sur-Meuse | Détails | Création Robert A. Louis. |

## Pour approfondir